# 잉글리시 풋볼 리그 플레이오프
잉글리시 풋볼 리그 플레이오프(English Football League play-offs)는 축구 경기의 일종으로 잉글랜드 축구 리그 시스템 내에서 승격 및 강등을 결정하는 경기 방식이다. 본질적으로, 각각의 디비전은 상위 두팀 또는 세팀이 자동 승격된다. 나머지 한 자리를 놓고 네 팀이 경쟁을 하게 된다. 이 한 팀을 결정하기 위해 플레이오프를 하는 것이다.
EFL 챔피언십에서는 3위부터 6위까지의 클럽이 EFL 챔피언십 플레이오프를 펼치게 된다. 3위와 6위팀 간에 홈 앤 원정 방식으로 경기를 하게 되는데, 6위팀의 홈 경기장에서 먼저 경기를 실시하고 3위팀의 홈 경기가 두 번째 경기가 된다. 이 때에는 홈경기를 나중에 하게 되는 3위팀에게 유리하다. 같은 방식으로 4위와 5위팀도 경기를 진행하게 된다. 승리한 각 팀이 결승에 올라가게 되고 결승전에서 승리한 팀이 프리미어리그로 승격하게 된다. 결승전은 2000년 이전에는 웸블리 스타디움에서 열렸으나, 웸블리의 공사가 진행되던 2001년부터 2006년까지는 카디프의 밀레니엄 경기장에서 펼쳐졌다. 2007년부터 완공이 된 웸블리 스타디움에서 결승전이 열리게 되었다.
같은 방식으로 EFL 리그 1의 플레이오프가 진행된다. 하지만 EFL 리그 2와 내셔널리그의 경우에는 차이가 있다. 리그 2의 상위 세 팀은 자동으로 리그 1로 승격되고, 4위부터 7위까지 플레이오프가 펼쳐진다. 내셔널리그 팀은 상위 한 팀만 자동 승격되고, 2위부터 5위까지 플레이오프를 하게 된다. 내셔널리그 플레이오프의 결승전은 스토크 시티의 브리타니아 스타디움에서 보통 진행되었으나, 2007년의 내셔널리그 플레이오프 결승전은 웸블리에서 펼쳐졌다.

## 플레이오프 역사
플레이오프는 1986-87 시즌부터 리그에 도입되었으며, 내셔널리그는 2002-03 시즌부터 도입되었다.
- EFL 챔피언십 플레이오프